# Bruce Pandolfini
Bruce Pandolfini, né le 17 septembre 1947 est un joueur, auteur, enseignant et entraîneur d'échecs. Maître national de la Fédération américaine des échecs, il est considéré comme l'un des plus célèbres enseignants des échecs aux États-Unis ,.
En 1983, Pandolfini fut consultant pour Walter Tevis auteur du roman Le jeu de la dame, pour lequel il a également suggéré le titre anglais à l'auteur. Près de quarante ans plus tard, Pandolfini est également consultant pour l'adaptation réalisée par Netflix en 2020 : Le jeu de la dame.

## Biographie

### Jeunesse
Pandolfini est né à Lakewood, New Jersey, mais a grandi à Brooklyn, New York. Il s’intéresse aux échecs alors qu'il a presque 14 ans. Alors qu'il feuillète des livres dans une bibliothèque, il se retrouve dans la section échecs, qui compte plus de trente ouvrages qui piquent son intérêt. La bibliothèque ne permettant qu'un nombre de retraits simultanés limité, Pandolfini en emprunte six, puis revient à plusieurs reprises ce jour-là pour emprunter tous les ouvrages de la section échecs. Il fait ensuite l'école buissonnière un mois durant, se plongeant dans la lecture des ouvrages empruntés [réf. nécessaire].

### Carrière de joueur d'échecs
Bien que Pandolfini n'ait pas participé à de nombreux tournois, il atteint le niveau de maître avant vingt ans. Il prend sa retraite en 1970 après une défaite face au grand maître Larry Evans à l'open national de Las Vegas. Après sa dernière partie du tournoi, son classement Elo officiel est de 2 241 points.

### Carrière d'enseignant d'échecs, les années 1970
Durant l'été 1972, alors qu'il travaille à la librairie Strand dans Greenwich Village, Pandolfini devient analyste du PBS pour la couverture du match du siècle, lorsque Bobby Fischer remporte le Championnat du monde des échecs contre Boris Spassky à Reykjavik, en Islande. Pandolfini assiste Shelby Lyman, présentateur de l'émission et à l'époque professeur d'échecs le plus célèbre des États-Unis. C'est Lyman qui encourage Pandolfini à enseigner les échecs [réf. nécessaire].

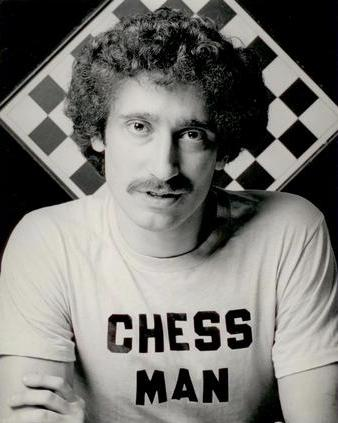
Bruce Pandolfini en 1978

Pandolfini commence sa carrière d'enseignant après le championnat, en commençant par des cours privés et de courts séminaires. Il crée US Chess master, Inc avec  George Kane et Frank Thornally, une organisation qui propose des programmes de formation pour des joueurs aux niveaux variés. En 1973, cette organisation commence à enseigner à la New School for Social Research, une première aux États-Unis [réf. nécessaire]. Pandolfini restera dans cette université jusqu'en 1991 [réf. nécessaire].
Avec les années et tout en maintenant les cours privés, Pandolfini enseigne également dans différents clubs et écoles comme le Shelby Lyman Chess Institute, Stuyvesant High School, Lehman College, New York University, Hunter College, le Harvard Club, l' University of Alabama, le New York Athletic Club et le Rockefeller Institute,,.

### Les années 1980 et au-delà
Dans les années 1980, la carrière de Pandolfini prend un nouvel essor. De 1980 à 1981, il est représentant pour Mattel Electronics, sa photo apparaissant sur le boîte de la version initiale d'un jeu d'échecs électronique de Mattel. À la même époque, Pandolfini devient directeur du Chess Institute au Marshall Chess Club, dirigeant une équipe de 23 enseignants et maîtres. Au même moment, Pandolfini entame une longue collaboration avec Simon & Schuster en créant la Fireside Chess Library en 1983, tout en publiant de nombreux livres avec Random House et d'autres maisons d'édition.
En 1984, Pandolfini devient directeur du Manhattan Chess Club, installé au Carnegie Hall, position qu'il occupe jusqu'en 1987. C'est grâce à l'assise du Manhattan Chess Club que Pandolfini et Faneuil Adams fondent en 1986 le Manhattan Chess Club School, qui deviendra plus tard  Chess-in-the-Schools ,, une organisation qui a depuis sa création fourni des cours d'échecs gratuits à des milliers d'écoliers new-yorkais. 
En 1988, Pandolfini est représenté dans le livre de Fred Waitzkin À la recherche de Bobby Fischer, qui décrit l'expérience qu'il vit avec son fils Josh, talentueux et précoce joueur d'échecs, ainsi que les succès de celui-ci dans les compétitions d'échecs pour enfants. Le livre subit une adaptation cinématographique en 1992 par la Paramount Pictures À la recherche de Bobby Fischer, dans lequel Pandolfini, qui a enseigné les échecs à Josh, est joué par l'acteur Ben Kingsley. Pandolfini est chef consultant sur les échecs pour le film, formant les acteurs et préparant les parties d'échecs prévues par le scénario[réf. nécessaire]. Par la suite, il sera consultant pour les films Fresh et Nom de code : Nina.[réf. nécessaire]
En 1990, Pandolfini est commentateur en chef pour la partie new-yorkaise du match Garry Kasparov–Anatoly Karpov au Championnat du monde des échecs. Plus tard la même année, il est entraîneur principal de la délégation américaine au Championnat du monde junior des échecs à Fond du Lac dans le Wisconsin. Tout en ayant créé le programme Chess-in-the-Schools  pour les écoles publiques, Pandolfini est associé à plusieurs institutions privées, notamment Trinity, Browning, Dalton, et Berkeley Carroll[réf. nécessaire].
Pandolfini est consultant pour la mini série de Netflix Le Jeu de la dame en 2020, dans laquelle il a un petit rôle de directeur de tournois. Il avait déjà été consultant pour le roman éponyme de 1983, pour lequel il avait suggéré le titre .
En tant qu'enseignant et entraîneur, Pandolfini est un des formateurs les plus prolifiques du monde échiquéen. À l'été 2015, il a donné environ 25000 cours privés et séminaires [réf. nécessaire]. La liste des élèves les plus connus de Pandolfini inclut  Fabiano Caruana,, un des joueurs les mieux classés de l'histoire des échecs, Josh Waitzkin, sujet du film À la recherche de Bobby Fischer, Rachel Crotto, deux fois championne US féminine d'échecs et Jeff Sarwer, champion du monde 1988 des moins de dix ans et actuellement joueur de poker professionnel[réf. nécessaire]. Plusieurs autres joueurs connus ont reçu des leçons étant jeunes comme le grand maître Joel Benjamin, trois fois champion des États-Unis et Max Dlugy, Champion du monde junior en 1985.

## Œuvres
- Let's Play Chess (Simon & Schuster, 1980)
- Bobby Fischer's Outrageous Chess Moves (Fireside Chess Library, 1985)
- One Move Chess By The Champions (Fireside Chess Library, 1985)
- ABC's of Chess (Fireside Chess Library, 1986)
- Principles of the New Chess (Fireside Chess Library, 1986)
- Kasparov's Winning Chess Tactics (Fireside Chess Library, 1986)
- Russian Chess (Fireside Chess Library, 1987)
- Pandolfini's Endgame Course: Basic Endgame Concepts Explained by America's Leading Chess Teacher (Fireside Chess Library, 1988)
- Best of Chess Life and Review, Volume 1 (Fireside Chess Library, 1988)
- Best of Chess Life and Review, Volume 2 (Fireside Chess Library, 1988)
- Chess Openings: Traps And Zaps (Fireside Chess Library, 1989)
- Weapons of Chess: An Omnibus of Chess Strategies (Fireside Chess Library, 1989)
- Chefs-d'œuvre de Bobby Fischer (Solar-Échecs, 1990)
- Chessercizes: New Winning Techniques for Players of All Levels (Fireside Chess Library, 1991)
- More Chessercizes: Checkmate: 300 Winning Strategies for Players of All Levels (Fireside Chess Library, 1991)
- Pandolfini's Chess Complete: The Most Comprehensive Guide to the Game, from History to Strategy (Fireside Chess Library, 1992)
- Beginning Chess: Over 300 Elementary Problems for Players New to the Game (Fireside Chess Library, 1993)
- More Chess Openings: Traps and Zaps 2 (Fireside Chess Library, 1993)
- Square One: A Chess Drill Book for Beginners (Fireside Chess Library, 1994)
- Chess Target Practice: Battle Tactics for Every Square on the Board (Fireside Chess Library, 1994)
- Chess Thinking: The Visual Dictionary of Chess Moves, Rules, Strategies and Concepts (Fireside Chess Library, 1995)
- Chess Doctor: Surefire Cures for What Ails Your Game (Fireside Chess Library, 1995)
- Power Mates: Essential Checkmating Strategies and Techniques (Fireside Chess Library, 1996)
- Kasparov and Deep Blue: The Historic Chess Match Between Man and Machine (Fireside Chess Library, 1997)
- The Winning Way (Fireside Chess Library, 1998)
- Pandolfini's Ultimate Guide to Chess (Fireside Chess Library, 2003)
- Q&A Way in Chess (Random House, 2005)
- Solitaire Chess (Random House, 2005)
- Treasure Chess: Trivia, Quotes, Puzzles, and Lore from the World's Oldest Game (Random House, 2007)
- Pandolfini's Chess Challenges: 111 Winning Endgames (Random House, 2007)
- Let's Play Chess: A Step by Step Guide for New Players (The Pandolfini Chess Library – Russell Enterprises, 2008)
- Endgame Workshop: Principles for the Practical Player (Russell Enterprises, 2009)
- The Rules of Chess (Russell Enterprises, 2010)
- Chess Movies 1 (Russell Enterprises, 2010)
- Chess Movies 2: The Means and Ends (Russell Enterprises, 2011)